# Bergboogsterrenmos
Bergboogsterrenmos (Plagiomnium medium) is een soort uit het geslacht boogsterrenmos (Plagiomnium). Het is een montane soort van vochtige tot natte, min of meer beschaduwde plekken in bossen, vooral in kwelzones en op zand, stenen en hout langs beekranden, al kan de soort ook in droog naaldbos groeien.

## Uiterlijk
Dit mos lijkt qua groeiwijze op andere soorten Plagiomnium en heeft 1-2-cellige scherpe tanden rondom het blad. Omdat het zowel mannelijke als vrouwelijke organen aan dezelfde plant heeft, is het meestal vruchtbaar
Bergboogsterrenmos is synoecisch; de soort vormt dan ook regelmatig sporenkapsels. 

## Verwarrende soorten
Het kan verworden verward met:
- Spits boogsterrenmos (Plagiomnium cuspidatum), maar deze heeft slechts één seta en één sporenkapsel per plant.
- Stomp boogsterrenmos (Plagiomnium ellipticum) als het geen sporenkapsel heeft, maar die plant heeft erg stompe tanden.

## Verspreiding
Bergboogsterrenmos is in Nederland een zeer zeldzame soort. Het is voor het eerst gevonden in 1983 in de Flevopolder. In 1998 is het mos verzameld in de Biesbosch, en vervolgens in 2003 in Brabant ten zuiden van Breda. De laatste vondst was letterlijk een grensgeval, want de vindplaats was langs een beekje dat de grens vormt tussen Nederland en België. In België is de soort uiterst zeldzaam, en ook in Duitsland zijn slechts enkele vondsten bekend uit het laagland; in de middelgebergten met silicaatgesteente is de soort minder zeldzaam. In Groot-Brittannië is de soort beperkt tot Schotland.

## Fotogalerij

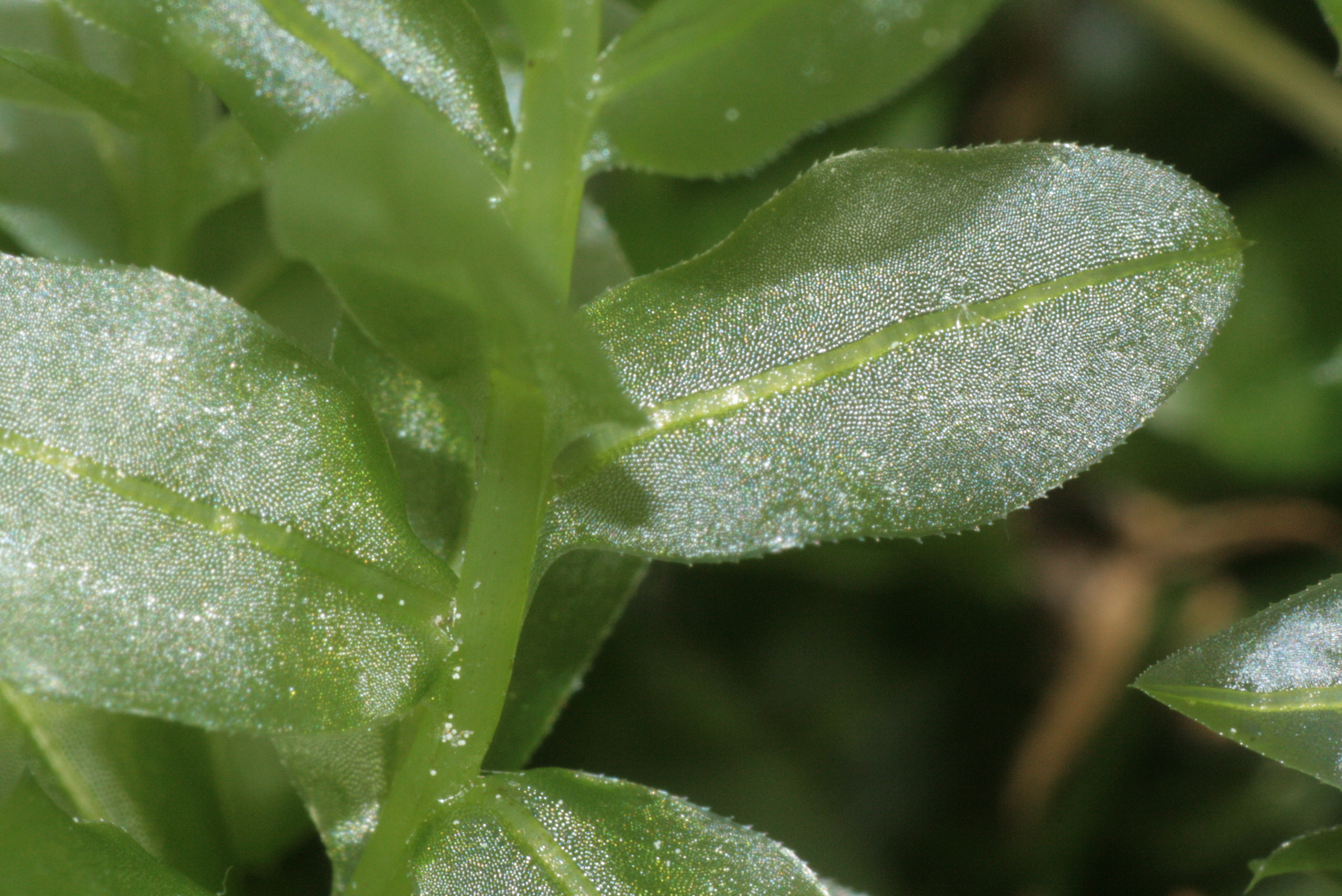
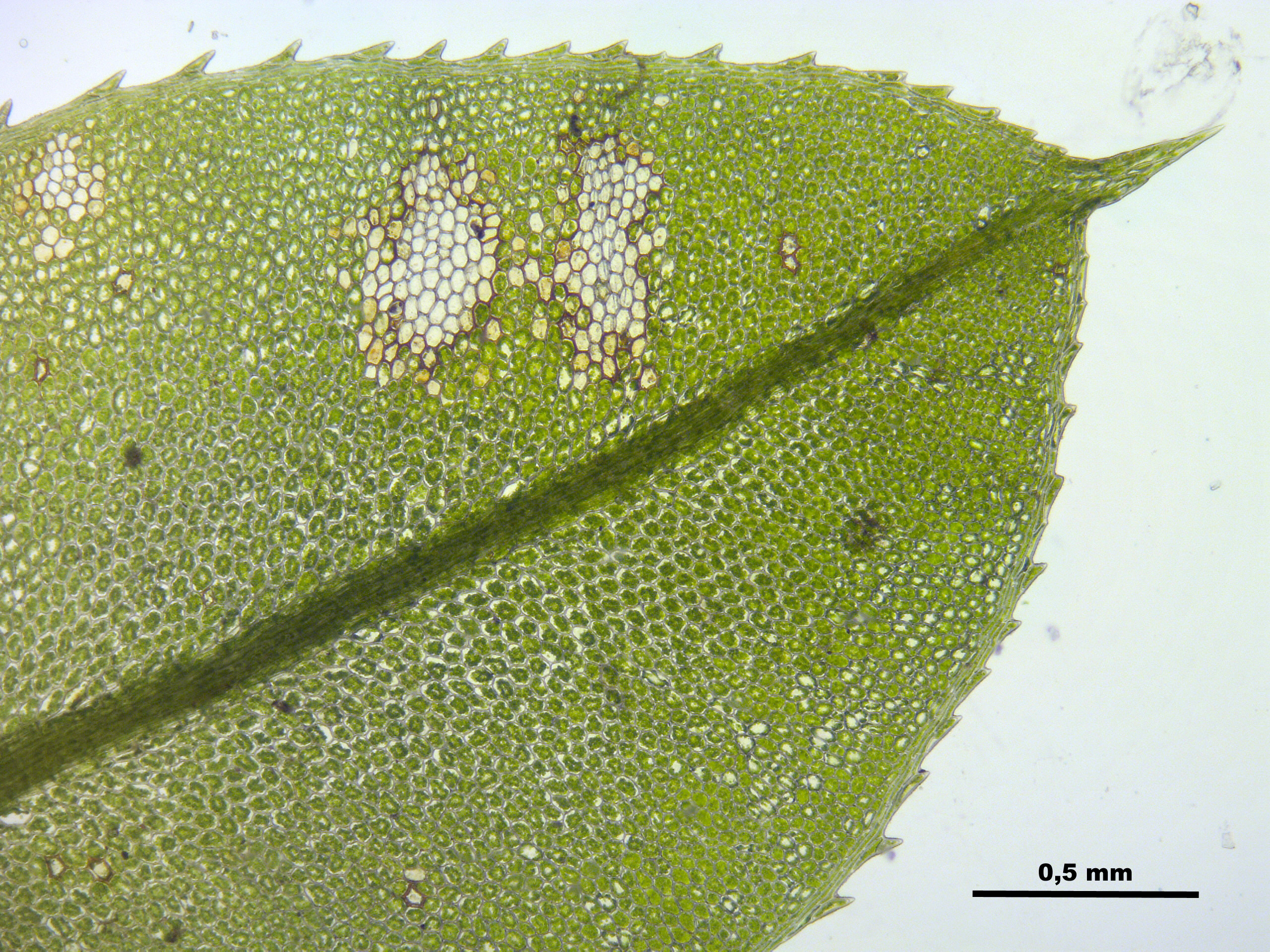
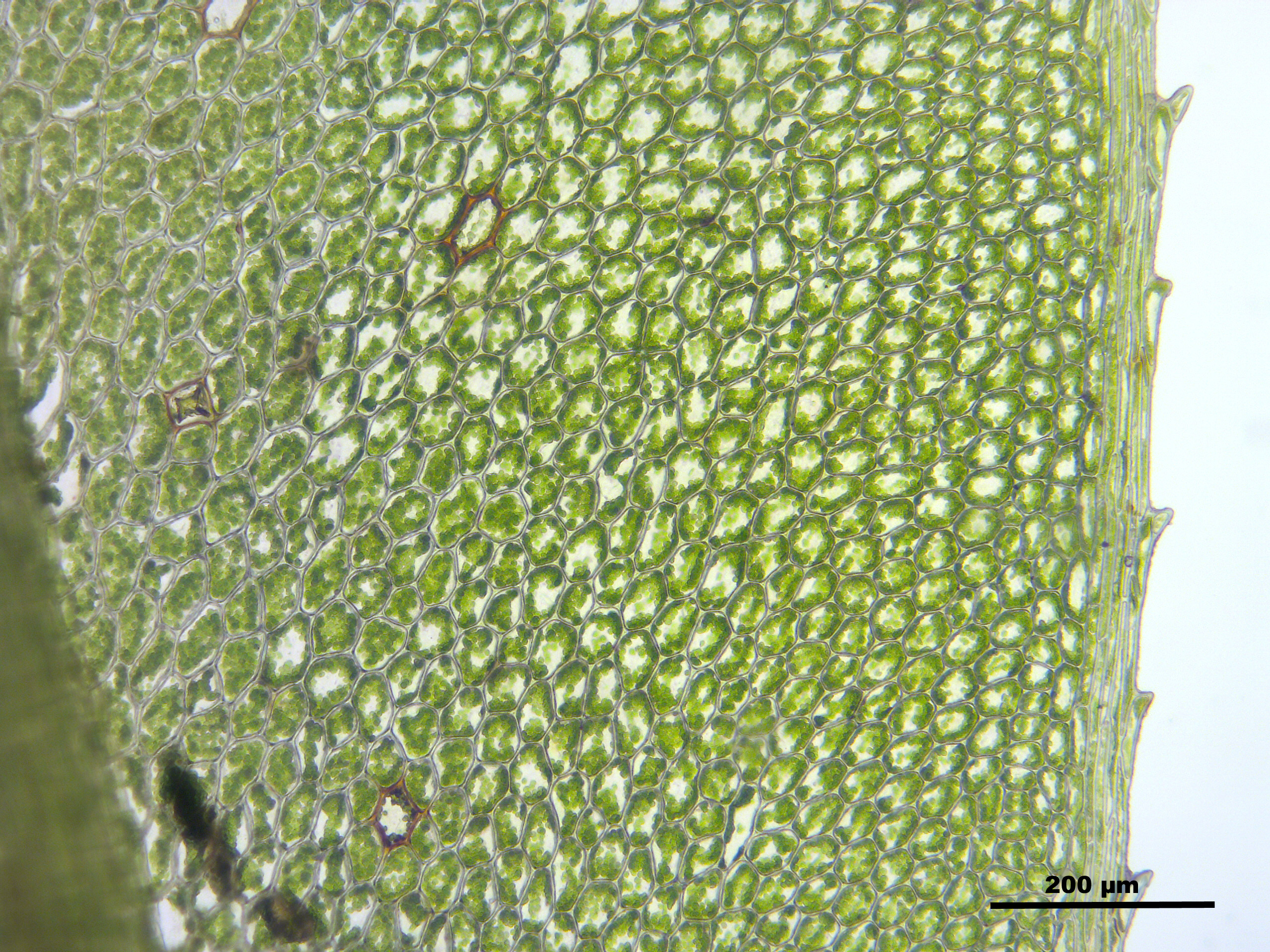
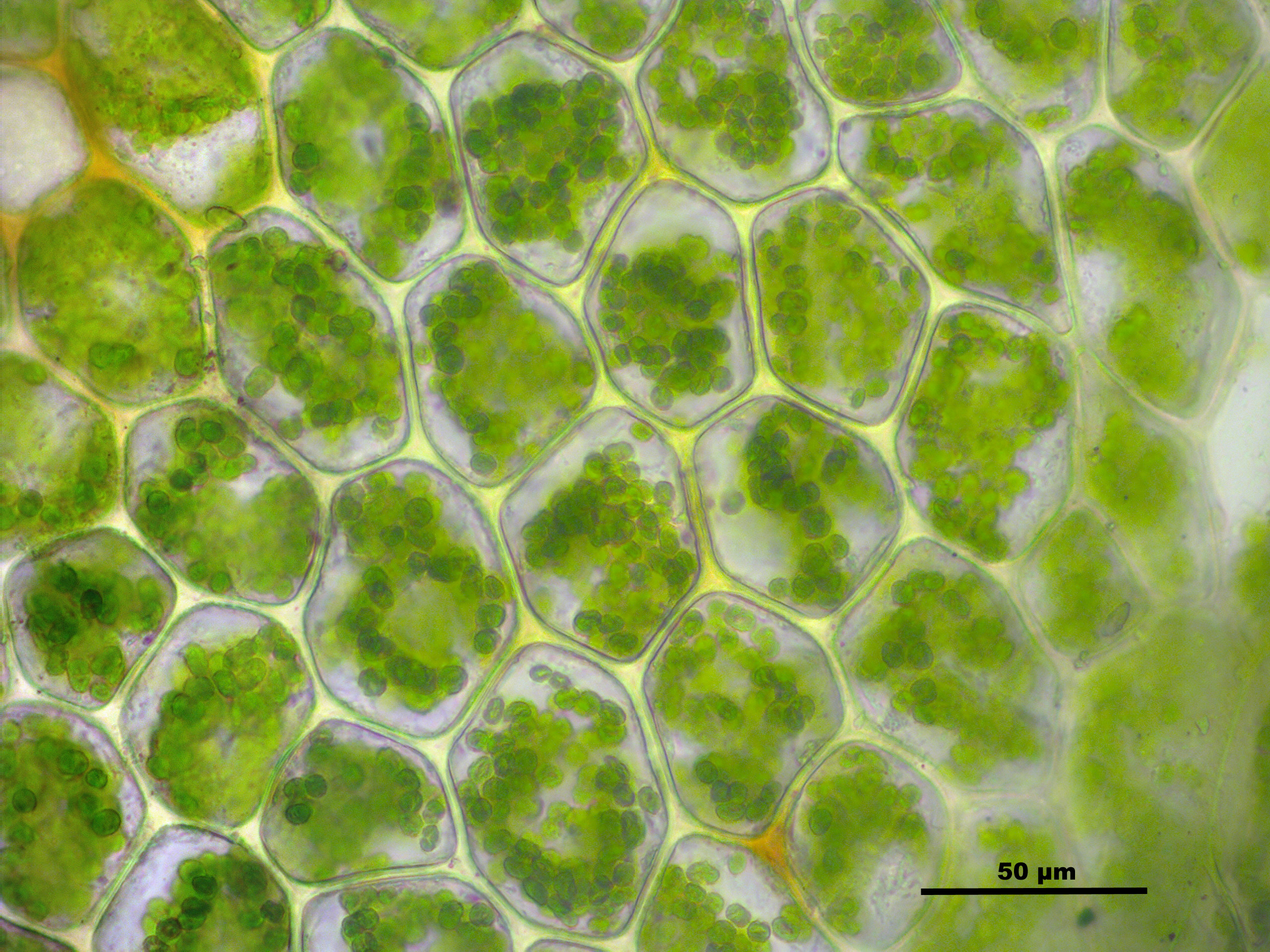
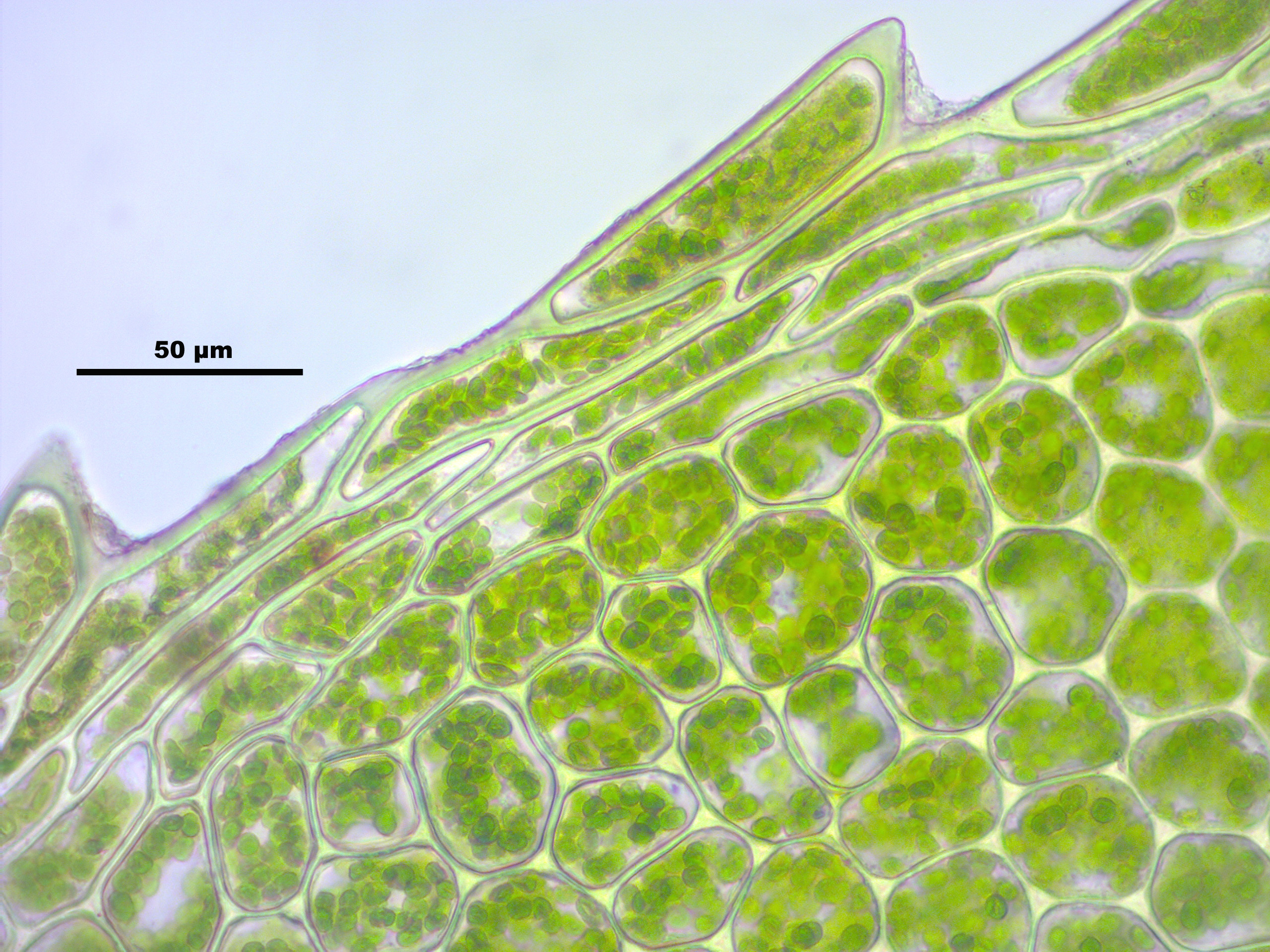